# 格奥尔基·沃伊内亚
格奥尔基·沃伊内亚（羅馬尼亞語：Gheorghe Voinea；？年—），罗马尼亚少将，曾任罗马尼亚第一集团军司令。1989年罗马尼亚革命时期，加入到罗马尼亚救国阵线一边。